# Ammalo megapyrrha
Ammalo megapyrrha là một loài bướm đêm thuộc phân họ Arctiinae, họ Erebidae.